# 脈管の脈管
脈管の脈管（みゃっかんのみゃっかん）あるいは血管栄養血管（けっかんえいようけっかん）とは大血管に栄養を供給する小血管網である。
脈管の脈管は大動脈やその分枝のような、大型の動脈や静脈に見いだされる。
3次元超小型電動機断層撮影（3DマイクロCT）を用いてブタやヒトの動脈を他の血管床から区別して検査することで、三種類の脈管の脈管が観察できる: 
- vasa vasorum internae、動脈内腔から直接分岐して血管壁に分布する。
- vasa vasorum externae、大きな動脈の分枝から起こり、大きな動脈の血管壁に戻ってきて分布する。
- venous vasa vasorae、動脈の血管壁から起こるが、付随する静脈の分枝や内腔に流入する[1]。

J Neurosurg. 1982 Apr;56(4):475-81.
脳脊髄液は全身の脈管の脈管と同様に、外膜内の経路を通じて脳血管を養う。
Zervas NT, Liszczak TM, Mayberg MR, Black PM.
Abstract
脳血管は脈管の脈管を欠く。それゆえ、著者は脳血管がどのように養われているのかを調べるために、大型のネコの同じ大きさの脳血管の外膜の微細構造を研究した。脳血管は外膜に脈管網を分布させており、これが大量の栄養を供給してくも膜下腔を存続させていた。この下部構造は全身の脈管の脈管と類比的であり、脳動脈の栄養補給に関与している。
脈管の脈管に基づいて、それは血管壁を貫いて内膜層（vasa vasorum interna）や外膜層（vasa vasorum externa）から開始する。動脈の内腔に近い側の血管壁層の放射状・円弧状のより高い圧力の為に、vasa vasorum externaが血管壁のこういった領域に侵入することはできない（閉鎖圧）。
脈管の脈管の構造は分布する血管の大きさ・機能・位置によって異なる。細胞は生存するためには毛細管のわずかなセル幅に存在する必要がある。最大の血管の内では、脈管の脈管は外（外膜）層と中（中膜）層、さらには内（内膜）を貫く。より小さい血管においては、脈管の脈管は外層のみを貫く。最も小さな血管では、その血管自身による血液循環が血管壁を養うので脈管の脈管が存在しない。
静脈の方が酸素分圧および浸透圧が低いため、脈管の脈管は大きな静脈においてより豊富だと想定する専門家もいる。このため、血管に十分に栄養を供給するにはより多くの脈管の脈管が必要だということになる。逆の意見として、通過する血液が高圧であるために、通常動脈壁は静脈壁よりも厚く、筋に富んでいるというものがある。つまり、血管の外膜や中膜を構成する細胞に酸素を行き渡らせるにはより長い時間がかかり、そのため脈管の脈管がより緻密に存在している必要があるということになる。
興味深いことに、人間の下行大動脈において脈管の脈管は腎動脈よりも下の部分では大動脈への栄養をしなくなる。このため、大動脈は拡散によってしか栄養供給を受けられず、必然的に著しく細くなっている。このことが原因で大動脈のこの部分において、特にアテローム斑の存在する場合に動脈瘤が形成される可能性が高くなっている。ヒト以外の種、例えばイヌの場合、腎臓の脈管構造に従って脈管の脈管が存在し、腎臓では概して動脈瘤が形成されにくい。